# Sue-Ellen Lovett
Pour les articles homonymes, voir Lovett.
Sue-Ellen Lovett née Lee (née le 12 octobre 1959 à Mudgee) est une cavalière australienne de dressage handisport.

## Biographie
Elle grandit dans une propriété de 8 500 hectares à l'extérieur de Mudgee. À 12 ans, on lui diagnostique la rétinite pigmentaire héréditaire. Elle est maintenant complètement aveugle. Sa mère, Mary, a la même maladie de la vue. Depuis 1981, elle utilise un chien guide d'aveugle. En 1989, elle a un diagnostic de cancer du col de l'utérus et subit trois opérations. En 2000, elle épouse Matthew Lovett, professeur d'agriculture, et ils vivent sur la propriété de sa famille à l'extérieur de Dubbo. En 2012, elle dépose une plainte auprès de la Commission australienne des droits de l'homme (en) après avoir dû quitter deux restaurants et un hôtel à Picton à cause de son chien-guide.

## Carrière
Elle commence le dressage en 1994. Aux Jeux paralympiques d'été de 1996 à Atlanta, elle termine 13e à la reprise imposée de grade IV et 11e à la reprise libre de grade IV.
Entre 1995 et 2000, elle a été championne nationale de grade IV. Aux Championnats du monde de dressage 1999 au Danemark, elle est membre de l'équipe australienne qui remporte la médaille de bronze.
Aux Jeux paralympiques d'été de 2000 à Sydney, elle termine huitième à la reprise imposée de grade IV, cinquième à la reprise libre de grade IV et cinquième au classement par équipe. Lovett souhaite ensuite intégrer la compétition pour les personnes valides et le mentorat de cavaliers juniors. Elle se qualifie pour la Compétition Internationale de dressage de Sydney de 2009 à 2013.
En 2018, elle participe à des compétitions de dressage en utilisant six à huit amis et bénévoles qui crient des lettres de l'alphabet, la guidant tout au long du parcours. En 2018, elle est parrainée par l'homme d'affaires Terry Snow.

## Engagement
En octobre 2018, elle achève sa dixième course de collecte de fonds sur des Stock Horses australiens avec son chien-guide Armani, sur plus de 800 km, en commençant à Dubbo puis en passant par le Centre-Ouest et en terminant à Dubbo pour collecter des fonds pour le nouveau centre de bien-être rattaché au service d'oncologie de l'hôpital de Dubbo. Elle recueille plus de 3 millions de dollars pour les chiens guides, la lutte contre le cancer et d'autres organismes de bienfaisance.